# Toy Story Land
Toy Story Land es un área temática se construyó en los parques de Disney: Walt Disney Studios Park (Allí denominada Toy Story Playland), Hong Kong Disneyland y Walt Disney World. Está tematizada como un mundo del tamaño de un juguete de la película Toy Story. Las atracciones simulan ser juegos agigantados como una pista de Hot Wheels (Andy's RC Racer) o expresos musicales (Slinky Dog Zigzag Spin). Al parecer ambas versiones del área serían parecidas.

## Hong Kong Disneyland
La versión de Hong Kong Disneyland fue construida como resultado de una tercera fase de construcción que integrara tres nuevas áreas (las otras dos son Mystic Point y Grizzly Trail). Esta versión posee las mismas atracciones que la de Walt Disney Studios aunque varia su ubicación. Además al parecer, en las puertas del área se podría encontrar a Woody mientras que en la versión de París allí aparece Buzz Lightyear. Su construcción se sitúa detrás del área de Adventureland y estaría conectada a Fantasyland y a Mystic Point por medio de caminos. Además estará ubicada detrás del recorrido del Disneyland Railroad. Con la adición de esta área el parque se extendería de 55 acres a 68 y la Walt Disney Company invertiría cerca de HK$6.25 billones en su construcción la cual comenzó en 2009 y abrió el 18 de noviembre de 2011.

### Atracciones
Barrel of Fun,
Cubot,
RC Racer,
Slinky Dog Spin,
Toy Soldier Boot Camp,
Toy Soldier Parachute Drop.
Restaurantes
Jessie's Snack Roundup,
Mr. Potato Head's Eating Fun.
Tiendas
Barrel of Monkeys,
Roundup Outfitters.

## Walt Disney Studios
La versión de Walt Disney Studios sería el resultado de una extensión al área de Toon Studio y estaría terminada en 2010. Para construirla se requirió el cierre momentáneo de la atracción Studio Tram Tour dado que se debió modificar su recorrido. El área poseerá las mismas atracciones de la de Hong Kong Disneyland.